# Jon and Vangelis
Jon & Vangelis est le nom sous lequel Jon Anderson et Vangelis Papathanassiou ont publié ensemble quatre albums de 1979 à 1991.

## Membres du groupe
Jon Anderson est un chanteur britannique à la voix cristalline, presque enfantine, connu principalement en tant que chanteur du groupe  rock progressif Yes.
Evangelos Papathanassiou, connu à partir de 1975 sous son nom simple d'artiste Vangelis, est réputé pour ses albums de musique instrumentale (essentiellement sur synthétiseurs) et ses musiques de film (Blade Runner, Les Chariots de feu, Antarctica ou encore 1492 : Christophe Colomb).

## Carrière
En mai 1974, le claviériste Rick Wakeman quitte le groupe Yes. Durant l'été, le groupe auditionne plusieurs musiciens pour le remplacer, dont l'ex-Aphrodite's Child Vangelis Papathanassiou qui vient de s'installer à Londres et que Jon Anderson avait déjà rencontré à Paris auparavant. Vangelis répond à l'invitation mais, après quelques essais peu concluants pour lui, il refuse la proposition d'intégrer le groupe Yes. En fin de compte c'est le suisse Patrick Moraz qui remplacera Wakeman de 1974 à 1976. Néanmoins cette prise de contact permet à Jon Anderson et Vangelis de tisser des liens d'amitié.
Leur collaboration commence en 1975, quand Jon Anderson prête sa voix pour chanter So Long Ago, So Clear, un titre bonus figurant sur l'album Heaven and Hell de Vangelis.
Quand Jon Anderson quitte le groupe Yes en 1979, il se rapproche de Vangelis. Ainsi, Jon Anderson joue de la harpe sur une pièce de l'album Opéra sauvage en 1979 puis l'année suivante il chante sur 2 pièces de l'album See You Later. Dans le même temps, les deux artistes mettent leur talent en commun pour lancer un véritable projet en duo. Un premier album, Short Stories, sort en 1979, mêlant les compositions de Vangelis et des textes écrits et chantés par Jon Anderson.
Cet album sera rapidement suivi par The Friends of Mr. Cairo (1981) puis par Private Collection (1983), dont les textures sonores se rapprochent de celles des bandes originales des films Les Chariots de feu ou Antarctica de Vangelis. 
Le quatrième album est mis en chantier peu après et des démos sont enregistrées en 1986, sans suites immédiates. En 1989, Let's Pretend, une chanson composée pour cet album, est repris par Jon Anderson pour l'album Anderson Bruford Wakeman Howe. Finalement, l'album de Jon & Vangelis, intitulé Page of Life, sort en 1991 et comprend une composition de Jon Anderson, Is It love. En désaccord sur les pistes et les versions retenues sur l'album, ce dernier publie, en 1998, une version alternative de l'album, en dépit de l'avis de Vangelis. Ceci semble sonner le glas de leur amitié, les deux artistes n'ayant plus collaboré depuis.
Il existe également deux compilations de Jon and Vangelis (ne concernant que les trois premiers albums) : The Best of Jon & Vangelis (1984) et Chronicles (1994) comprenant une liste de chansons plus longue.
Deux chansons des deux premiers album de Jon & Vangelis ont été reprises par l'ancien chanteur du groupe Aphrodite's Child, Demis Roussos, sur son album Ballads de 1989 :
I hear you now du premier album ainsi que I'll Find My Way Home de The Friends of Mr. Cairo.
Deux chansons de l'album The Friends of Mr. Cairo ont fait l'objet de reprises : 
- I'll Find My Way Home apparait dans la bande originale du téléfilm Marie et sa bande (1989). Elle a également été reprise dans une version très lente et gothique par Project Pitchfork.

- State Of Independence a été reprise par Donna Summer dans une version plus funky et rapide.

## Discographie

### Albums
- Short Stories (1980)
- The Friends of Mr. Cairo (1981)
- Private Collection (1983)
- Page of Life (1991) - Version publiée par Vangelis sans le consentement de Jon Anderson.
- Page of life (1998) - Version remaniée par Jon Anderson sans le consentement de Vangelis.

### Compilations
- The Best of Jon and Vangelis (1984)
- Chronicles (1994)

### Autres collaborations
- Jon chante sur So Long Ago, So Clear sur l'album Heaven and Hell de Vangelis (1975).
- Il joue de la harpe sur la pièce Flamants Roses de l'album Opéra Sauvage de Vangelis (1979).
- Il chante sur Suffocation et See You Later, dans l'album See You Later de Vangelis (1980).
- Puis Jon et Vangelis ont travaillé ensemble sur 3 chansons de Demis Roussos :
  - Lament : écrite par Jon Anderson. Arrangements et direction musicale : Vangelis Papathanassiou.
  - Song For The Free : écrite par Irene & Jon Anderson/Alex Spyropoulos. Produite par Vangelis.
  - Race To The End : composée par Vangelis Papathanassiou. Paroles de Jon Anderson. Arrangements et direction musicale : Vangelis Papathanassiou.

Ces 3 chansons sont incluses sur l'album Demis de Demis Roussos (1982). Cet album (en langue anglaise) ayant également été décliné en une version française et en une version espagnole, chacune de ces chansons a été adaptée en français et en espagnol.
Ainsi Lament est devenue la chanson Au nom de l'amitié en français (adaptée par Pierre Grosz) et Lamento en espagnol. Song For The Free est devenue la chanson Les Enfants du futur en français (adaptée par Pierre Grosz) et El Nombre De La Amistad en espagnol. Et Race To The End est devenue la chanson La Course infinie en français (adaptée par Michel Grisolia) et Tu Libertad en espagnol.
De son côté, Demis Roussos a repris les chansons I'll Find My Way Home et I Hear You Now de Jon & Vangelis sur son album Ballads de 1989.
En parallèle à sa sortie sur l'album de Demis Roussos en 1982, la chanson Race To The End va connaître une autre vie dès 1981, sous le nom seul de Vangelis : sans paroles et avec de nouveaux arrangements, elle devient le thème musical central de son album Chariots Of Fire, bande originale du film du même nom, sorti en 1981. Ce thème musical sera à son tour adapté en allemand (avec de nouvelles paroles) pour devenir la chanson Die Liebe Zu Dir, interprétée par Mireille Mathieu.
En 2012, dans le cadre de la célébration des Jeux olympiques de Londres, Jon Anderson sort sous son nom la chanson Race To The End. Il s'agit d'une version très similaire (tant au niveau des paroles que de la musique) à celle de Demis Roussos de 1982, mais cette fois chantée par Jon Anderson (qui en avait écrit les paroles à l'origine). Le titre est uniquement disponible sur le site internet de Jon Anderson et en téléchargement.
- Song Is est un titre de Jon & Vangelis publié à l'époque de Private Collection sur support "single", mais non inclus sur l'album.

- Easier Said Than Done est une composition de Vangelis présente sur l'album 3 ships de Jon Anderson (1985). Vangelis ne joue pas sur cette chanson.
- Let's Pretend est une composition cosignée Anderson/Howe/Wakeman/Bruford/Vangelis. Cette composition est à l'origine une démo inachevée et jamais publiée de Jon & Vangelis, également intitulée Let's Pretend et datant environ de 1986. On peut trouver cette démo sur de nombreux supports "bootleg" en lien avec Jon Anderson et Vangelis. Elle fut retravaillée par Jon Anderson avec Bill Bruford, Rick Wakeman et Steve Howe et publiée sur leur album éponyme de 1989. Vangelis ne joue pas sur cette chanson.

- Children Of Light est une composition cosignée Anderson/Vangelis/Squire. Cette chanson est à l'origine une démo inachevée et jamais publiée de Jon & Vangelis, intitulée Distant Thunder et datant environ de 1986. On peut trouver cette démo sur de nombreux supports "bootleg" en lien avec Jon Anderson et Vangelis. Elle fut retravaillée sous ce titre par Jon Anderson avec Bill Bruford, Rick Wakeman et Steve Howe pour leur album Anderson Bruford Wakeman Howe de 1989 mais, restée à nouveau au stade de démo, elle ne fut pas publiée à l'époque. Elle fut ultérieurement retravaillée par Jon Anderson avec Chris Squire pour Yes et fut enfin officiellement publiée, sous 2 versions différentes, sur les albums Keys To Ascension 2 (1997) et Keystudio (2001) de Yes. Vangelis ne joue pas sur ces albums.

En 2011, le label Voiceprint / Gonzo Multimedia ressort l'album Anderson Bruford Wakeman Howe, avec des titres bonus. Sur l'édition "deluxe" de cette nouvelle version de l'album, on peut trouver en bonus caché la démo Distant Thunder interprétée par Jon Anderson, Bill Bruford, Rick Wakeman et Steve Howe.
- En 1989, Vangelis écrit la bande originale du film Francesco. Pour la pièce Francesco Suite, il utilise en milieu de composition des éléments de la chanson Shine For Me de l'album Page of Life - toutes versions -, en supprimant la partie vocale de Jon Anderson. Cette bande originale n'a jamais été officiellement commercialisée.
- State Of Independence, Anyone Can Light A Candle (rebaptisée pour l'occasion Candle Song) et Change We Must, toutes 3 des compositions de Jon & Vangelis, extraites respectivement de The Friends of Mr. Cairo, Page of Life - toutes versions - et Page of Life - version Anderson de 1998 - sont reprises sur l'album de Jon Anderson Change We Must en 1994, avec de nouveaux arrangements. Cet album propose en outre une composition inédite de Jon & Vangelis intitulée The Kiss. Vangelis ne joue pas sur cet album.
- En 2013, le label Esoteric ressort l'album Page of Life (suivant sa présentation de 1991), dans une version "remastérisée par Vangelis". Cette nouvelle édition intègre pour la première fois sur support CD, comme 'bonus track', la chanson Sing With Your Eyes. Cette chanson est un titre de Jon & Vangelis publié à l'époque de Page of Life - version Vangelis de 1991 - qui était jusque-là uniquement disponible sur support "single". Cette nouvelle édition a été approuvée par Jon Anderson.